# Tesoro di Massalia
Il tesoro di Massalia era situato nel Santuario di Atena Pronaia. Sembrava un piccolo tempio in antis con due colonne sulla facciata; fu costruito in marmo di Paros e tra le sue notevoli caratteristiche c'erano i suoi capitelli eolici.

## Descrizione
All'interno del Santuario di Atena Pronaia, a ovest dei templi di Atena e di fianco al tesoro dorico, fu eretto l'edificio del tesoro con vestibolo e cella. Aveva due colonne sulla facciata, decorate con capitelli eolici, che sono generalmente considerati i precursori dei capitelli corinzi. L'edificio misura 6,14 x 8,63 metri e risale al 510 a.C. circa. La sua elevazione fu costruita in marmo Paros. La sua altezza era di circa 7,8 metri. Uno dei suoi frontoni è scolpito con un carro trascinato da quattro cavalli. La sima era decorata con teste di leone, mentre era affiancata da acroteri a forma di Nike. Il fregio ionico si estendeva lungo i suoi tre lati, almeno, e comprendeva oltre 140 figure in scene di battaglia. Un'amazzonomachia e una centauromachia sono state identificate in modo sicuro.
Il Tesoro fu costruito dai Massaliani per migliorare il loro crescente potere commerciale. Dopo tutto, Marsiglia era una colonia della Focea in Asia Minore che sarebbe stata fondata dai Focesi. Tuttavia, è possibile che costituisse anche un ex voto per la vittoria di Massalia contro la tribù nativa dei Liguri. La sua identificazione è anche verificata da un'iscrizione frammentaria su un elemento architettonico di marmo trovato nella regione.
Nel 2013, la decorazione scolpita del Tesoro è stata ricostruita in forma 3D, per le celebrazioni dei 2500 anni della fondazione di Marsiglia.

Piano del santuario di Atena Pronaia:
Periodo arcaico
Periodo classico
1. Tempio di Atena Pronaia
2. Nuovo tempio (di Atena Pronaia?)
3. Tholos
4. Tesoro di Massalia
5. Tesoro Dorico
6. Temenos degli eroi
7. Altare di Atena Pronaia
8. Altare di Igea e Ilizia
9. Altare arcaico non identificato
10. Edificio non identificato (per sacerdoti?)
11. base per la statua dell'imperatore Adriano?
12. Entrata est
13. Entrata sud

     Periodo arcaico
     Periodo classico